# Potenza Picena-Montelupone
Potenza Picena-Montelupone (wł. Stazione di Potenza Picena-Montelupone) – przystanek osobowy w Porto Potenza Picena (część gminy Potenza Picena), w prowincji Macerata, w regionie Marche, we Włoszech. Znajduje się na linii Adriatica (Ankona – Lecce). Obsługuje również pobliską gminę Montelupone.
Według klasyfikacji RFI ma kategorię brązową.

## Historia
Początkowo stacja, została zdegradowana do roli przystanku kolejowego 19 grudnia 2002.

## Linie kolejowe
- Adriatica